# فرار (فیلم ۱۳۶۳)
فرار نام فیلمی سینمایی به کارگردانی جمشید حیدری و نویسندگی سیروس الوند، محصول سال ۱۳۶۳ هجری شمسی است.

## خلاصه فیلم
با آغاز جنگ ایران و عراق پسر آقا کمال که تازه ازدواج کرده‌است به جبهه می‌رود و شهید می‌شود اما علی پسر آقا رحمت که در همسایگی آنهاست تاب مشکلات زندگی را ندارد و به‌طور غیرقانونی از مرز می‌گذرد و به آلمان غربی می‌رود. در آنجا با شخصی به نام مصطفی که سال‌ها پیش به اروپا رفته و با جیب بری زندگی می‌کند آشنا می‌شود. علی پس از مدتی زندگی در وطن را ترجیح می‌دهد و…

## بازیگران
- مهدی فخیم زاده
- حسین شهاب
- نعمت حقیقی
- احمد هاشمی
- حسین شهاب
- سوگند رحمانی
- ایرج سرباز
- نعمت حقیقی
- محمد سادات ابهری
- علی شعاعی
- امیر اسکندری
- احمد قدکچیان
- مریم کردبچه
- حسن قاسمی
- رضا یاقوتی
- مجید ایزدی
- حسن لایقی